# Kiss Sándor (tanár, 1849–1914)
Kiss Sándor (Sepsiszentkirály (Háromszék vármegye), 1849 – Kolozsvár, 1914. április 5.) kereskedelmi akadémiai igazgató, tanár, tankönyvíró.

## Élete
Kiss Pál székely határőr-ezredi százados és Mihály Anna fia. Gimnáziumi tanulmányait a nagyenyedi Bethlen-főiskolában kezdte és a kolozsvári református kollégiumban végezte. Innen a kolozsvári jogakadémiára ment és azt 1872-ben elvégezte a dési királyi törvényszékhez nevezték ki joggyakornoknak; de a jogi pálya iránt nem érezvén hivatottságot, a tanári pályára ment át és a kolozsvári egyetemen a történelem-földrajzi szakcsoport hallgatói közé lépett és a középiskolai tanári vizsgálatot letette. Már mint egyetemi hallgató a kolozsvári polgári iskola tanárává választották és az intézetnél hat évig működött; innét 1879-ben az egy évvel előbb fölállított kolozsvári kereskedelmi akadémia igazgatójának hívták meg és egyúttal az alsó fokú kereskedelmi és ipariskolák igazgatását is rábízták. 1881-ben a kereskedelmi és ipari szakoktatás tanulmányozása végett meglátogatta Ausztria és Németország nevezetesebb ilyen tanintézeteit; tapasztalatait a vezetésére bízott tanintézeteknél érvényesítette. 1894. november 27-én ő felsége a kereskedelmi és ipari szakoktatás terén kifejtett munkásságáért a Ferenc József-rend lovagjává nevezte ki. A kereskedelmi szakiskolai tanárok országos egyesületének alelnöke, a középiskolai tanárok országos egyesületének választmányi tagja, az országos magyar királyi közoktatásügyi tanács tagja, Kolozsvár szabad királyi város köztörvényhatóságának választott, a kolozsvári kereskedelmi és iparkamarának levelező, a kolozsvári református egyház kebli tanácsának rendes tagja volt.

## Írásai
Cikkei a kolozsvári Család és Iskolában (melyet 1877-1879-ben szerkesztett; Mária Terézia mint a népoktatás megalapítója az ausztriai birodalomban, A gyermekből ifjú lesz, Paedagogiai Bábelek, Sikert az uj tanévben, A tanítóegyletek reformja, Miképen készítheti elő helyesen a család gyermekét az iskola számára. A kolozsvári ipar- és iparműtörténelmi kiállítás, Az elemi iskolás gyermek szabályszerű templomban járatásához, Tanév elején, A történelem tanítása a népiskolában, A gyermekek nevelése a primitiv népeknél, Visszapillantás 1878-ra, Hogy rontjuk el gyermekeinket? A magyarországi tanítóegyletek szövetsége, Mit tett Rousseau a nevelés érdekében? sat.); a kolozsvári kereskedelmi és iparkamara Emlékiratában (1881. Kereskedelmi szakoktatásunk reformja, 1890. A kereskedelmi szakoktatás rendezéséhez); a kolozsvári felső kereskedelmi iskola Értesítőjében (1882. A kereskedelmi szakoktatás külföldön); a magyarországi kereskedő ifjak 3-dik országos Értekezletében (1887. Kereskedelmi szakoktatás); a kolozsvári kereskedelmi akadémia Értesítőjében (1897. A kereskedelmi szakiskolai tanárképzés, különny. a Kereskedelmi Szakoktatásból).

## Munkái
- A magyar királyság földrajza. Kolozsvár, 1879. Ipariskolák és a népiskolák felsőbb osztályai számára. (Ism. Néptanítók Lapja 1880. 12. sz.)
- Az osztrák magyar monarchia összehasonlító földrajza. Polgári és gyakorlati szakiskolák, tanítóképezdék számára. Bpest, 1880. (2. jav. és bőv. kiadás).
- Olvasókönyv az ipariskolák számára. Kolozsvár, 1884. Három kötet. (Paal Ferenczczel együtt. I. Uo. 1890.)
- A kolozsvári benlakással összekötött kereskedelmi akadémia története 1878-1895. Uo. 1896.